# Cueritos
El cuerito es piel de cerdo (chicharrón) de la cocina mexicana, venezolana y española. Se suelen encurtir en vinagre (cueritos de vinagre) y se pueden hacer con salsa picante. El vinagre se puede condimentar con piña, dulce macho (piloncillo), clavo, pimienta, chile de árbol y orégano. También hay recetas familiares.

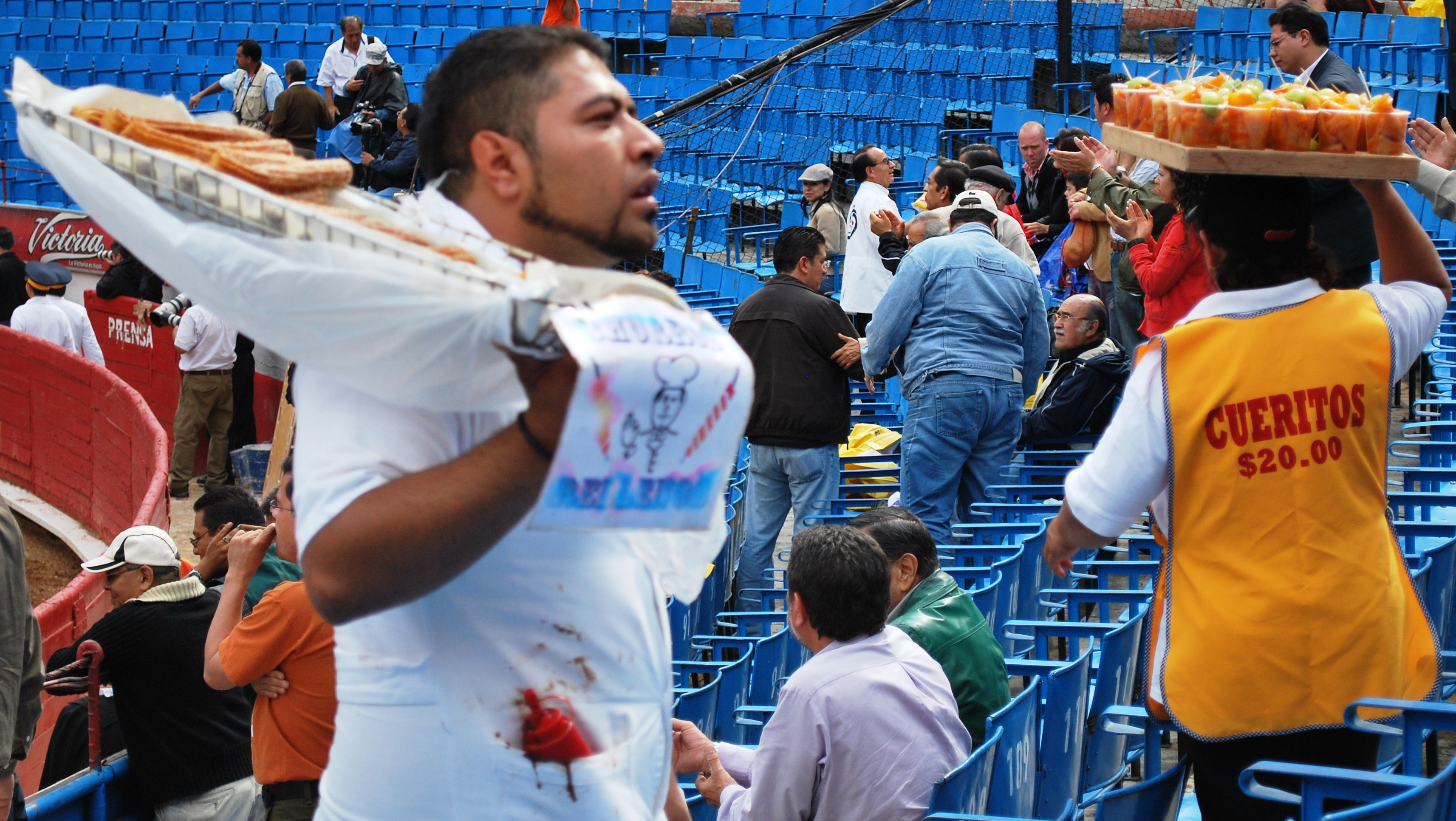
Vendedores que venden churros y cueritos (en salsa picante) en la Plaza de Toros de la Ciudad de México.

Los cueritos se utilizan para hacer una especie de cemita y se pueden utilizar en otros platos como tostadas. Los cueritos a veces se sirven en un vaso con tiras de chicharrón en escabeche junto con una ensalada de repollo, pepino, lima y salsa de chile. La comida callejera mexicana (antojito) conocida como "tostilocos" se elabora cortando verticalmente trocitos de tostito con sabor a nacho y cubriéndolos con pepino, cueritos, jugo de limón, Salsa Valentina, chamoy, Tajín de chile en polvo, sal y "cacahuates japoneses" (cacahuate envuelto en una cáscara de harina café crujiente).
En Acatlán, Hidalgo, se realiza del 20 al 29 de septiembre la fiesta en honor al Arcángel Miguel, con eventos religiosos, bailes tradicionales y comidas tradicionales como cueritos preparados con salsa de chile y variedades de pulque.
El encurtido diferencia los cueritos del chicharrón, que es piel de cerdo frita. En España, el chicharrón es la corteza con grasa todavía adherida, mientras que el cuerito es una corteza sin grasa adherida. En México, se denomina chicharrón al cuerito o piel de cerdo frita hasta quedar crujiente como los chicharrones en los estados del sur del país, mientras que los cueritos se preparan con piel de cerdo suave, frita en grasa, picada y utilizada para tacos.
En México, los cueritos naturales, sin curar, generalmente la piel gruesa de cerdo sin la grasa adherida, siempre se combinan con "macisa", carne sólida o gruesa, en carnitas que son partes de cerdo fritas en grasa que se venden para tacos. Los tacos se sirven con una selección de carnes, picadas, en 1 o 2 tortillas de maíz suaves, cubiertas con cilantro y cebolla picados, y la opción de una salsa picante. Son una comida callejera popular que se puede encontrar en los mercados públicos, la mayoría de las carnicerías en el país, y muchos restaurantes.

## Tipos de cuerito
El denominado cuerito grueso es piel de cerdo gruesa de las orejas, la cara y las patas de cerdo. En cambio el cuerito delgado proviene de otras partes del cuerpo de cerdo y es más delgado. Los encurtidos son vegetales encurtidos, maní y papas. También se han observado otras sutilezas de las variedades de epidermis y grasa de cerdo.